# Remo nos Jogos Olímpicos de Verão de 1912
O remo nos Jogos Olímpicos de Verão de 1912 foi realizado em Estocolmo, na Suécia, com quatro eventos disputados.

## Eventos do remo
Masculino: Skiff simples | Quatro com | Quatro com inriggers | Oito com

## Skiff simples
| Pos. | País               | Atletas          |
| ---- | ------------------ | ---------------- |
|      | Grã-Bretanha (GBR) | William Kinnear  |
|      | Bélgica (BEL)      | Polydore Veirman |
|      | Canadá (CAN)       | Everard Butler   |
|      | Rússia (RUS)       | Mihkel Kuusic    |

### Primeira fase
| Eliminatória 1 | Eliminatória 1       | Eliminatória 1 |
| Pos.           | Remador              | Tempo          |
| -------------- | -------------------- | -------------- |
| 1              | RUS Mihkel Kuusic    | 7:45.2         |
| 2              | AUT Alfred Heinrich  | N/C            |
| Eliminatória 2 |                      |                |
| Pos.           | Remador              | Tempo          |
| 1              | GER Martin Stahnke   | 8:28.8         |
| 2              | ANZ Cecil McVilly    | DSQ            |
| Eliminatória 3 |                      |                |
| Pos.           | Remador              | Tempo          |
| 1              | CAN Everard Butler   | 7:45.2         |
| 2              | FIN Axel Haglund     |                |
| Eliminatória 4 |                      |                |
| Pos.           | Remador              | Tempo          |
| 1              | GBR William Kinnear  | 7:44.0         |
| 2              | GER Kurt Hoffman     |                |
| Eliminatória 5 |                      |                |
| Pos.           | Remador              | Tempo          |
| 1              | HUN József Mészáros  | 8:29.0         |
| 2              | BOH Ivan Schweiser   |                |
| Eliminatória 6 |                      |                |
| Pos.           | Remador              | Tempo          |
| 1              | DEN Mikael Simonsen  | 8:14.0         |
| 2              | BOH Jaroslav Šourek  | N/C            |
| Eliminatória 7 |                      |                |
| Pos.           | Remador              | Tempo          |
| 1              | HUN Károly Levitsky  | 8:04.0         |
| Eliminatória 8 |                      |                |
| Pos.           | Remador              | Tempo          |
| 1              | BEL Polydore Veirman | 7:59.2         |

### Quartas de final
| Quartas de final 1 | Quartas de final 1   | Quartas de final 1 |
| Pos.               | Remador              | Tempo              |
| ------------------ | -------------------- | ------------------ |
| 1                  | BEL Polydore Veirman | 7:45.2             |
| 2                  | HUN József Mészáros  |                    |
| Quartas de final 2 |                      |                    |
| Pos.               | Remador              | Tempo              |
| 1                  | CAN Everard Butler   | 7:39.9             |
| 2                  | DEN Mikael Simonsen  | N/L                |
| Quartas de final 3 |                      |                    |
| Pos.               | Remador              | Tempo              |
| 1                  | GBR William Kinnear  | 7:49.9             |
| 2                  | GER Martin Stahnke   | 7:58.8             |
| Quartas de final 4 |                      |                    |
| Pos.               | Remador              | Tempo              |
| 1                  | RUS Mihkel Kuusic    | 7:45.0             |
| 2                  | HUN Károly Levitsky  |                    |

### Semifinais
| Semifinal 1 | Semifinal 1          | Semifinal 1 |
| Pos.        | Remador              | Tempo       |
| ----------- | -------------------- | ----------- |
| 1           | BEL Polydore Veirman | 7:41.0      |
| 2           | RUS Mihkel Kuusic    |             |
| Semifinal 2 |                      |             |
| Pos.        | Remador              | Tempo       |
| 1           | GBR William Kinnear  | 7:37.0      |
| 2           | CAN Everard Butler   | 7:41.0      |

### Final
| Final | Final                | Final  |
| Pos.  | Remador              | Tempo  |
| ----- | -------------------- | ------ |
| 1     | GBR William Kinnear  | 7:47.3 |
| 2     | BEL Polydore Veirman | 7:56.0 |

## Quatro com masculino
| Ouro                                                                                               | Prata                                                                                             | Bronze                                                                                             |
| Alemanha (GER) Albert Arnheiter Otto Fickeisen Rudolf Fickeisen Hermann Wilker Karl Leister (tim.) | Grã-Bretanha (GBR) Julius Beresford Herbert Logan Charles Rought Karl Vernon Geoffrey Carr (tim.) | Dinamarca (DEN) Erik Bisgaard Rasmus Frandsen Mikael Simonsen Poul Thymann Eigil Clemmensen (tim.) |

### Primeira fase
| Eliminatória 1 | Eliminatória 1                                                                                    | Eliminatória 1 |
| Pos.           | Equipe                                                                                            | Tempo          |
| -------------- | ------------------------------------------------------------------------------------------------- | -------------- |
| 1              | DEN Erik Bisgaard, Eigil Clemmensen, Rasmus Frandsen, Mikael Simonsen e Poul Thymann              | 7:20.0         |
| Eliminatória 2 |                                                                                                   |                |
| Pos.           | Equipe                                                                                            | Tempo          |
| 1              | FIN Oskar Forsman, Valdemar Henriksson, Karl Lönnberg, Johan Nyholm e Emil Nylund                 | 7:18.2         |
| 2              | FRA Pierre Alibert, François Elichagaray, André Mirambeau, René Saintongey e Louis Thomaturgé     |                |
| Eliminatória 3 |                                                                                                   |                |
| Pos.           | Equipe                                                                                            | Tempo          |
| 1              | NOR Theodor Klem, Henry Larsen, Håkon Tønsager, Ejnar Tønsager e Mathias Torstensen               | 7:15.0         |
| 2              | AUT Hugo Cuzna, Emil Jand, Georg Kröder, Fritz Krombholz e Richard Mayer                          |                |
| Eliminatória 4 |                                                                                                   |                |
| Pos.           | Equipe                                                                                            | Tempo          |
| 1              | NOR Olaf Dahll, Øyvin Davidsen, Einar Eriksen, Leif Rode e Theodor Schjøth                        | 7:27.4         |
| Eliminatória 5 |                                                                                                   |                |
| Pos.           | Equipe                                                                                            | Tempo          |
| 1              | BEL Georges van den Bossche, Leonard Nuytens, Guillaume Visser, Edmond van Waes e Georges Willems | 7:15.0         |
| 2              | DEN Theodor Eyrich, Knud Gøtke, Marius Jørgensen, Johan Praem e Silva Smedberg                    |                |
| Eliminatória 6 |                                                                                                   |                |
| Pos.           | Equipe                                                                                            | Tempo          |
| 1              | GER Albert Arnheiter, Otto Fickeisen, Rudolf Fickeisen, Karl Leister e Hermann Wilker             | 7:06.6         |
| 2              | SWE Axel Eriksson, Gunnar Lager, John Lager, Karl Sundholm e Ernst Wetterstrand                   |                |
| Eliminatória 7 |                                                                                                   |                |
| Pos.           | Equipe                                                                                            | Tempo          |
| 1              | GBR Julius Beresford, Geoffrey Carr, Herbert Logan, Charles Rought e Karl Vernon                  | 7:27.0         |

### Quartas de final
| Quartas de final 1 | Quartas de final 1                                                                                | Quartas de final 1 |
| Pos.               | Equipe                                                                                            | Tempo              |
| ------------------ | ------------------------------------------------------------------------------------------------- | ------------------ |
| 1                  | DEN Erik Bisgaard, Eigil Clemmensen, Rasmus Frandsen, Mikael Simonsen e Poul Thymann              | 7:09.0             |
| 2                  | FIN Oskar Forsman, Valdemar Henriksson, Karl Lönnberg, Johan Nyholm e Emil Nylund                 | 7:12.5             |
| Quartas de final 2 |                                                                                                   |                    |
| Pos.               | Equipe                                                                                            | Tempo              |
| 1                  | GBR Julius Beresford, Geoffrey Carr, Herbert Logan, Charles Rought e Karl Vernon                  | 7:14.5             |
| 2                  | NOR Olaf Dahll, Øyvin Davidsen, Einar Eriksen, Leif Rode e Theodor Schjøth                        |                    |
| Quartas de final 3 |                                                                                                   |                    |
| Pos.               | Equipe                                                                                            | Tempo              |
| 1                  | NOR Theodor Klem, Henry Larsen, Håkon Tønsager, Ejnar Tønsager e Mathias Torstensen               | 7:05.5             |
| 2                  | BEL Georges van den Bossche, Leonard Nuytens, Guillaume Visser, Edmond van Waes e Georges Willems |                    |
| Quartas de final 4 |                                                                                                   |                    |
| Pos.               | Equipe                                                                                            | Tempo              |
| 1                  | GER Albert Arnheiter, Otto Fickeisen, Rudolf Fickeisen, Karl Leister e Hermann Wilker             | 7:14.4             |

### Semifinal
| Semifinal 1 | Semifinal 1                                                                           | Semifinal 1 |
| Pos.        | Equipe                                                                                | Tempo       |
| ----------- | ------------------------------------------------------------------------------------- | ----------- |
| 1           | GER Albert Arnheiter, Otto Fickeisen, Rudolf Fickeisen, Karl Leister e Hermann Wilker | 7:41.0      |
| 2           | DEN Erik Bisgaard, Eigil Clemmensen, Rasmus Frandsen, Mikael Simonsen e Poul Thymann  |             |
| Semifinal 2 |                                                                                       |             |
| Pos.        | Equipe                                                                                | Tempo       |
| 1           | GBR Julius Beresford, Geoffrey Carr, Herbert Logan, Charles Rought e Karl Vernon      | 7:04.4      |
| 2           | NOR Theodor Klem, Henry Larsen, Håkon Tønsager, Ejnar Tønsager e Mathias Torstensen   | 7:04.8      |

### Final
| Final | Final                                                                                 | Final  |
| Pos.  | Equipe                                                                                | Tempo  |
| ----- | ------------------------------------------------------------------------------------- | ------ |
| 1     | GER Albert Arnheiter, Otto Fickeisen, Rudolf Fickeisen, Karl Leister e Hermann Wilker | 6:59.4 |
| 2     | GBR Julius Beresford, Geoffrey Carr, Herbert Logan, Charles Rought e Karl Vernon      |        |

## Quatro com inriggers masculino
| Ouro                                                                                      | Prata                                                                                                 | Bronze                                                                                       |
| Dinamarca (DEN) Ejlert Allert Jørgen Hansen Carl Møller Carl Petersen Poul Hartman (tim.) | Suécia (SWE) William Bruhn-Möller Conrad Brunkman Herman Dahlbäck Ture Rosvall Wilhelm Wilkens (tim.) | Noruega (NOR) Magnus Herseth Reidar Holter Claus Høyer Frithiof Olstad Olav Bjørnstad (tim.) |

### Quartas de final
| Quartas de final 1 | Quartas de final 1                                                                           | Quartas de final 1 |
| Pos.               | Equipe                                                                                       | Tempo              |
| ------------------ | -------------------------------------------------------------------------------------------- | ------------------ |
| 1                  | SWE William Bruhn-Möller, Conrad Brunkman, Herman Dahlbäck, Ture Rosvall e Wilhelm Wilkens   | 7:51.5             |
| 2                  | NOR John Bjørnstad, Ole Fegth, Gunnar Grantz, Gustav Haehre e Olaf Solberg                   |                    |
| Quartas de final 2 |                                                                                              |                    |
| Pos.               | Equipe                                                                                       | Tempo              |
| 1                  | DEN Ejlert Allert, Jørgen Hansen, Poul Hartman, Carl Møller e Carl Petersen                  | 7:52.0             |
| 2                  | SWE Wilhelm Brandes, Axel Gabrielsson, Charles Gabrielsson, Tage Johnson e Axel Johansson    |                    |
| Quartas de final 3 |                                                                                              |                    |
| Pos.               | Equipe                                                                                       | Tempo              |
| 1                  | NOR Olav Bjørnstad, Magnus Herseth, Reidar Holter, Claus Høyer e Frithiof Olstad             | 8:03.0             |
| 2                  | FRA François Elichagaray, Charles Garnier, Alphonse Meignant, Gabriel Poix e Auguste Richard |                    |

### Semifinal
| Semifinal 1 | Semifinal 1                                                                                | Semifinal 1 |
| Pos.        | Equipe                                                                                     | Tempo       |
| ----------- | ------------------------------------------------------------------------------------------ | ----------- |
| 1           | SWE William Bruhn-Möller, Conrad Brunkman, Herman Dahlbäck, Ture Rosvall e Wilhelm Wilkens | 7:39.2      |
| 3           | NOR Olav Bjørnstad, Magnus Herseth, Reidar Holter, Claus Høyer e Frithiof Olstad           |             |
| Semifinal 2 |                                                                                            |             |
| Pos.        | Equipe                                                                                     | Tempo       |
| 1           | DEN Ejlert Allert, Jørgen Hansen, Poul Hartman, Carl Møller e Carl Petersen                | 7:59.5      |

### Final
| Final | Final                                                                                      | Final  |
| Pos.  | Equipe                                                                                     | Tempo  |
| ----- | ------------------------------------------------------------------------------------------ | ------ |
| 1     | DEN Ejlert Allert, Jørgen Hansen, Poul Hartman, Carl Møller e Carl Petersen                | 7:44.6 |
| 2     | SWE William Bruhn-Möller, Conrad Brunkman, Herman Dahlbäck, Ture Rosvall e Wilhelm Wilkens | 7:56.9 |

## Oito com masculino
| Ouro | Prata | Bronze |
| Grã-Bretanha (GBR) Edgar Burgess Sidney Swann Leslie Wormald Ewart Horsfall James Gillan Arthur Garton Alister Kirby Philip Fleming Henry Wells (tim.) | Grã-Bretanha (GBR) William Fison William Parker Thomas Gillespie Beaufort Burdekin Frederick Pitman Arthur Wiggins Charles Littlejohn Robert Bourne John Walker (tim.) | Alemanha (GER) Otto Liebing Max Broeske Fritz Bartholomae Willi Bartholomae Werner Dehn Rudolf Reichelt Hans Mathiae Kurt Hunge Max Vetter (tim.) |

### Primeira fase
| Eliminatória 1 | Eliminatória 1      | Eliminatória 1 |
| Pos.           | Equipe              | Tempo          |
| -------------- | ------------------- | -------------- |
| 1              | GER Alemanha #2     | 6:45.1         |
| 2              | FRA França          |                |
| Eliminatória 2 |                     |                |
| Pos.           | Equipe              | Tempo          |
| 1              | ANZ Australásia     | 6:57.0         |
| 2              | SWE Suécia #2       |                |
| Eliminatória 3 |                     |                |
| Pos.           | Equipe              | Tempo          |
| 1              | GER Alemanha #1     | 6:57.0         |
| 2              | HUN Hungria         |                |
| Eliminatória 4 |                     |                |
| Pos.           | Equipe              | Tempo          |
| 1              | GBR Grã-Bretanha #2 | 6:42.5         |
| 2              | NOR Noruega         |                |
| Eliminatória 5 |                     |                |
| Pos.           | Equipe              | Tempo          |
| 1              | GBR Grã-Bretanha #1 | 6:22.2         |
| 2              | CAN Canadá          |                |
| Eliminatória 6 |                     |                |
| Pos.           | Equipe              | Tempo          |
| 1              | SWE Suécia #1       | 7:05.2         |

### Quartas de final
| Quartas de final 1 | Quartas de final 1  | Quartas de final 1 |
| Pos.               | Equipe              | Tempo              |
| ------------------ | ------------------- | ------------------ |
| 1                  | GBR Grã-Bretanha #2 | 6:19.0             |
| 2                  | SWE Suécia #1       |                    |
| Quartas de final 2 |                     |                    |
| Pos.               | Equipe              | Tempo              |
| 1                  | GER Alemanha #1     | 6:22.2             |
| 2                  | GER Alemanha #2     |                    |
| Quartas de final 3 |                     |                    |
| Pos.               | Equipe              | Tempo              |
| 1                  | GBR Grã-Bretanha #1 | 6:10.2             |
| 2                  | ANZ Australásia     |                    |

### Semifinal
| Semifinal 1 | Semifinal 1           | Semifinal 1 |
| Pos.        | Equipe                | Tempo       |
| ----------- | --------------------- | ----------- |
| 1           | Grã-Bretanha (GBR) #2 | 7:22.4      |
| Semifinal 2 |                       |             |
| Pos.        | Equipe                | Tempo       |
| 1           | GBR Grã-Bretanha #1   | 6:16.2      |
| 2           | GER Alemanha #1       | 6:18.6      |

### Final
| Final | Final               | Final  |
| Pos.  | Equipe              | Tempo  |
| ----- | ------------------- | ------ |
| 1     | GBR Grã-Bretanha #1 | 6:15.7 |
| 2     | GBR Grã-Bretanha #2 | 6:19.2 |

## Quadro de medalhas do remo
| Ordem | País             | Medalha de ouro | Medalha de prata | Medalha de bronze | Total |
| ----- | ---------------- | --------------- | ---------------- | ----------------- | ----- |
| 1     | GBR Grã-Bretanha | 2               | 2                | 0                 | 4     |
| 2     | GER Alemanha     | 1               | 0                | 1                 | 2     |
| 2     | DEN Dinamarca    | 1               | 0                | 1                 | 2     |
| 4     | BEL Bélgica      | 0               | 1                | 0                 | 1     |
| 4     | SWE Suécia       | 0               | 1                | 0                 | 1     |
| 6     | CAN Canadá       | 0               | 0                | 1                 | 1     |
| 6     | NOR Noruega      | 0               | 0                | 1                 | 1     |
| 6     | RUS Rússia       | 0               | 0                | 1                 | 1     |
| Total | Total            | 4               | 4                | 5                 | 13    |